# Comment tuer un oncle à héritage
Pour plus de détails, voir Fiche technique et Distribution.
Comment tuer un oncle à héritage (How to Murder a Rich Uncle) est un film britannique de Nigel Patrick sorti en 1957.

## Fiche technique
- Réalisateur : Nigel Patrick
- Scénariste : John Paxton, d'après la pièce de théâtre de Didier Daix
- Titre original : How to Murder a Rich Uncle
- Photographie : Ted Moore
- Genre : Comédie noire
- Durée : 79 minutes

## Distribution
- Nigel Patrick : Henry
- Charles Coburn : Oncle George
- Wendy Hiller : Edith Clitterburn
- Katie Johnson : Alice
- Anthony Newley : Edward
- Athene Seyler : Grannie
- Kenneth Fortescue : Albert
- Patricia Webster : Constance
- Michael Caine : Gilrony
- Trevor Reid : Inspecteur Harris
- Cyril Luckham : Coroner
- Johnson Bayly : Officier de radio
- Martin Boddey : Sergent de police
- Kevin Stoney : Steward de bar
- Anthony Shaw : Colonial Type